# Coupe de Catalogne (automobile)
Pour les articles homonymes, voir Coupe de Catalogne.
La Coupe de Catalogne est une course automobile de voiturettes créée en 1908 et disparue en 1910. 
Ce Grand Prix était organisé par le Royal Automobile Club de Catalogne. Il s'agit de la première compétition automobile organisée en Espagne.

## Historique

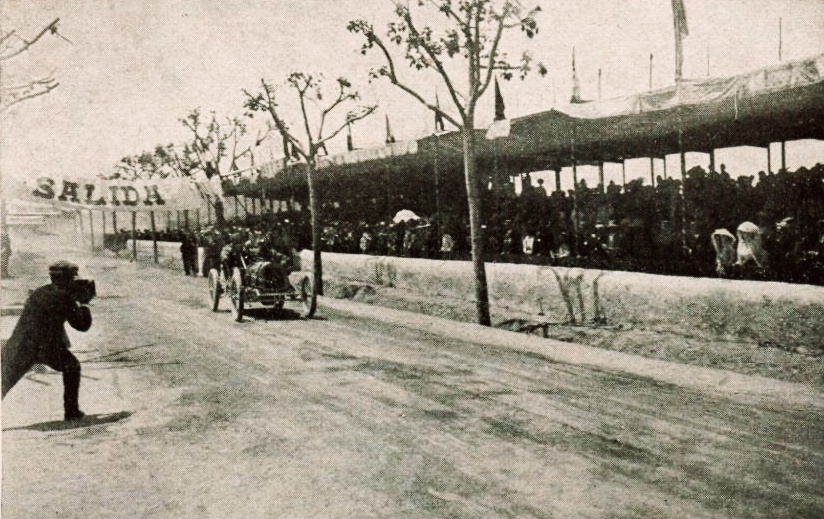
Giosuè Giuppone vainqueur de la première Coupe de Catalogne, en 1908 sur Peugeot-Lion.

## Palmarès
| Année | Vainqueur       | Voiture | Circuit      | Résultats |
| ----- | --------------- | ------- | ------------ | --------- |
| 1908  | Giosuè Giuppone | Peugeot | Baix Penedès | Résultats |
| 1909  | Jules Goux      | Peugeot | Baix Penedès | Résultats |
| 1910  | Jules Goux      | Peugeot | Maresme      | Résultats |